# Gordon c. Goertz
Gordon c. Goertz est un arrêt de principe de la Cour suprême du Canada rendu en 1996 concernant les questions entourant les déménagements importants de parents.

## Jurisprudence antérieure
Avant l'arrêt de 1990 Carter c. Brooks, l'opinion générale des tribunaux canadiens était qu'un parent gardien pouvait déménager avec l'enfant à moins que le parent ayant droit d'accès puisse démontrer que le déménagement était préjudiciable à l'enfant.
Dans Carter c. Brooks, la Cour d'appel de l'Ontario a changé cette approche. Au lieu d'avoir une présomption en faveur du parent gardien, le tribunal a jugé qu'un déménagement important ne serait autorisé que s'il était dans l'intérêt supérieur de l'enfant. Le tribunal a refusé de rejeter sur la responsabilité sur l'une des parties car il estimait que l'intérêt supérieur de l'enfant serait mieux déterminé s'il n'y avait pas de présomptions de départ. Les intérêts du parent gardien ne seraient pertinents que dans la mesure où ils auraient une incidence sur les intérêts de l'enfant. Carter a rendu plus difficile pour les parents gardiens de déménager avec leurs enfants. En Ontario, le résultat était que seulement 60 % des déménagements étaient autorisés. Cet arrêt a été suivi en Colombie-Britannique et l'effet y était probablement similaire.
Le droit ontarien a été modifié à la suite de la décision MacGyver c. Richards, où le tribunal n'a pas rejeté le test de l'intérêt supérieur de l'enfant  de la décision  Carter, mais a essentiellement estimé qu'il y avait une présomption que le déménagement était dans l'intérêt supérieur de l'enfant. Le tribunal a reconnu que les  l tribunaux peuvent rencontrer des difficultés dans la détermination l'intérêt supérieur de l'enfant et a estimé que le parent gardien était généralement mieux placé pour faire cette détermination. En outre, le tribunal a conclu que les intérêts de l'enfant et du parent gardien étaient liés.
Cette décision a permis aux parents de l'Ontario de déménager beaucoup plus fréquemment. Mais cela a semé la confusion à travers le Canada concernant le test à appliquer dans les cas de mobilité. Certaines provinces ont suivi MacGyver. mais pas la Colombie-Britannique.

## Jugement de la Cour suprême
Dans « Gordon », la Cour suprême du Canada a dissipé toute confusion quant à savoir s'il devrait y avoir une présomption en faveur du parent qui déménage. Le tribunal a énoncé le droit de la façon suivante : la partie cherchant à modifier l'accord de garde devrait d'abord démontrer que le déménagement entraînerait un changement important dans la situation de l'enfant. Une fois cela établi, le juge doit entreprendre une nouvelle enquête concernant l'intérêt supérieur de l'enfant. Il ne devait y avoir aucune présomption en faveur du parent gardien, mais ses opinions auraient droit à un grand respect.
Lorsqu'il décide de l'intérêt supérieur de l'enfant, le juge peut prendre en compte tous les facteurs pertinents, mais doit spécifiquement aborder les sept facteurs suivants :
- a) l'entente de garde déjà conclue et la relation actuelle entre l'enfant et le parent gardien;
- b) l'entente déjà conclue sur le droit d'accès et la relation actuelle entre l'enfant et le parent qui exerce ce droit;
- c) l'avantage de maximiser les contacts entre l'enfant et les deux parents;
- d) l'opinion de l'enfant;
- e) la raison pour laquelle le parent gardien déménage, uniquement dans le cas exceptionnel où elle a un rapport avec la capacité du parent de pourvoir aux besoins de l'enfant;
- f) la perturbation que peut causer chez l'enfant une modification de la garde;
- g) la perturbation que peut causer chez l'enfant l'éloignement de sa famille, des écoles et du milieu auxquels il s'est habitué[9].